# Noosfero
Noosfero é uma plataforma web voltado para a criação de redes sociais. Pode ser utilizado na criação de blogs, áreas de discussão, portfólios online, agendas de eventos, etc. O Noosfero foi usado inicialmente pelo Cirandas.net, em 2012 foi adotado oficialmente pela USP e posteriormente pelo SERPRO. A plataforma integra ferramentas como perfil de pessoas, comunidades e empreendimentos, blogs, portfólios online, CMS para sites, RSS, fóruns, chats, eventos e compartilhamento de ideias em um mesmo sistema, além de funcionalidades providas por plugins.
Lançado em 2009, o Noosfero é também um projeto de software livre, desenvolvido pela Colivre junto com a contribuição de uma comunidade de desenvolvedores/as espalhados/as pelo mundo, que garante o lançamento de novas versões frequentemente. 
O Noosfero  é a plataforma que dá vida à rede SoftwareLivre.org, a plataforma da Economia Solidária Cirandas.net, a Rede Olá, além de projetos em países como Alemanha, Suíça e Japão.